# Řemeslný pivovar Lomnice nad Popelkou

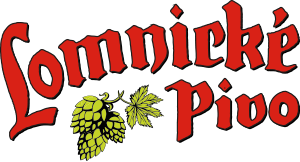

Do současné podoby byl pivovar uveden v roce 2019. Pivovarnická tradice v Lomnici nad Popelkou sahá až do roku 1462.

## Historie
Tradice vaření piva v Lomnici nad Popelkou sahá až do roku 1462, kdy se vařilo pivo "pod hrází" (dnešní ulice Plk. Františka Truhláře). Po požáru v roce 1590 muselo město postoupit várečné právo vrchnosti, která přislíbila pomoc při obnově. Od roku 1660 se pivo začalo vařit za morzinovským zámkem. Zde byl zbudován pivovar se sladovnou a vinopalna. V roce 1948 byl pivovar znárodněn a následně o deset let později uzavřen.

## Současnost
Současný Lomnický pivovar byl obnoven uvařením první oficiální várky piva 20.1. 2019. Samotné přípravy začaly v roce 2016, kdy Viktor Mastník, Jan Pazderský, Miroslav Vaníček a Antonín Sahula oznámili založení nového lomnického pivovaru.

## Vařená piva
- Lomnická polotmavá 10° - spodně kvašené, nefiltrované a nepasterizované.
- Lomnický ležák 11° - ležák plzeňského typu, spodně kvašený.
- Lomnický ležák 12° - ležák plzeňského typu, spodně kvašenéý uvařený ze tří druhů českých sladů a dvou druhů chmele.
- Lomnická IPA 14° - svrchně kvašené typu Ale (India Pale Ale).
- Lomnický summer Ale 10° - svrchně kvašené typu Ale, nefiltrováno a nepasterizováno.